# Marianne Simson
Marianne Lena Elisabeth Clara Simson (née le 29 juillet 1920 à Berlin, morte le 15 juillet 1992 à Füssen) est une actrice allemande.

## Biographie
Marianne Simson est la fille de John Eduard Simson (1885–1945), agent d'assurances, et de son épouse Frida Kühl (1888–1979). Elle est la sœur du maire de Wolfsburg, Helmut Simson (1916–2013). En 1935, elle intègre la Bund Deutscher Mädel. Elle reçoit une formation en danse classique de Victor Gsovsky et devient danseuse au Nollendorftheater de Berlin en 1935. En 1936, elle devient danseuse au Deutsche Oper Berlin et en 1939 au Staatstheater sous la direction de Gustaf Gründgens.
La même année, elle incarne Blanche-Neige au cinéma. Son rôle le plus connu est la Lunaire dans Les Aventures fantastiques du baron Münchhausen.
En 1943, Marianne Simson demande son adhésion au NSDAP, mais elle est rejetée. En juillet 1944, elle dénonce Fritz Goes, alors major de la Wehrmacht, à la Gestapo parce qu'il avait fait des commentaires positifs sur le complot du 20 juillet 1944 en sa présence. Goes est maltraité pendant trois mois par la Gestapo. Lors de l'interrogatoire du SS-Obersturmbannführer Karl Radl (adjudant d'Otto Skorzeny) et lors de l'audience devant un tribunal spécial de l'armée, elle s'en tient à sa déclaration, jugée invraisemblable ; les déclarations de Viktor de Kowa, Anneliese Uhlig, Herbert Engelsing et du général Jesco von Puttkamer, entre autres, assurent l'acquittement de l'accusé. Simson se plaint par la suite à Joseph Goebbels que sa dénonciation ne fût pas crue.
En mai 1945, Marianne Simson et ses parents sont arrêtés par le groupe opérationnel du NKVD Charlottenburg et emmenés au camp d'internement de Ketschendorf sous l'inculpation d'être des employés de la Gestapo. Son père meurt en juillet 1945. En janvier 1947, elle est transférée au Speziallager Jamlitz et en avril 1947 au Speziallager Nr. 1 Mühlberg. En 1948, elle est mise dans le Speziallager Nr. 2 Buchenwald. En 1950, elle est condamnée à huit ans de prison dans le cadre du procès de Waldheim. En 1952, elle est libérée prématurément dans le cadre d'une amnistie générale. Elle déménage en République fédérale d'Allemagne, où sa demande d'égalisation des charges pour son séjour en captivité est rejetée par les tribunaux (selon le témoignage de Fritz Goes).
En 1953, Marianne Simson reçoit un engagement au Württembergische Landesbühne Esslingen et au Badisches Staatstheater Karlsruhe. Plus tard, elle joue au Théâtre d'État d'Oldenbourg et en tant qu'invitée au Stadttheater Konstanz. En 1971, elle prend la tête du projet « Année du service social volontaire » au Paritätischer Wohlfahrtsverband Schwaben-Allgäu.
Marianne Simson fut mariée au directeur artistique Wilhelm List-Diehl (1915–1992).

## Filmographie
- 1935 : Friesennot (de)
- 1938 : Das Verlegenheitskind (de)
- 1939 : Mann für Mann (de)
- 1939 : Schneewittchen und die sieben Zwerge
- 1939 : Zentrale Rio (de)
- 1940 : Zwei Welten (de)
- 1941 : Le Rossignol suédois (de)
- 1941 : Pedro soll hängen
- 1942 : Zwei in einer großen Stadt (de)
- 1942 : Andreas Schlüter
- 1943 : Les Aventures fantastiques du baron Münchhausen
- 1943 : L'Innocente pécheresse (de)
- 1943 : Ein glücklicher Mensch
- 1944 : Famille Buchholz
- 1944 : Neigungsehe
- 1945 : Dr. phil. Döderlein (inachevé)
- 1948 : Eine alltägliche Geschichte
- 1955 : Die Galerie der großen Detektive (série télévisée, 1 épisode)
- 1956 : Das lange Weihnachtsmahl (TV)